# Taramosalata

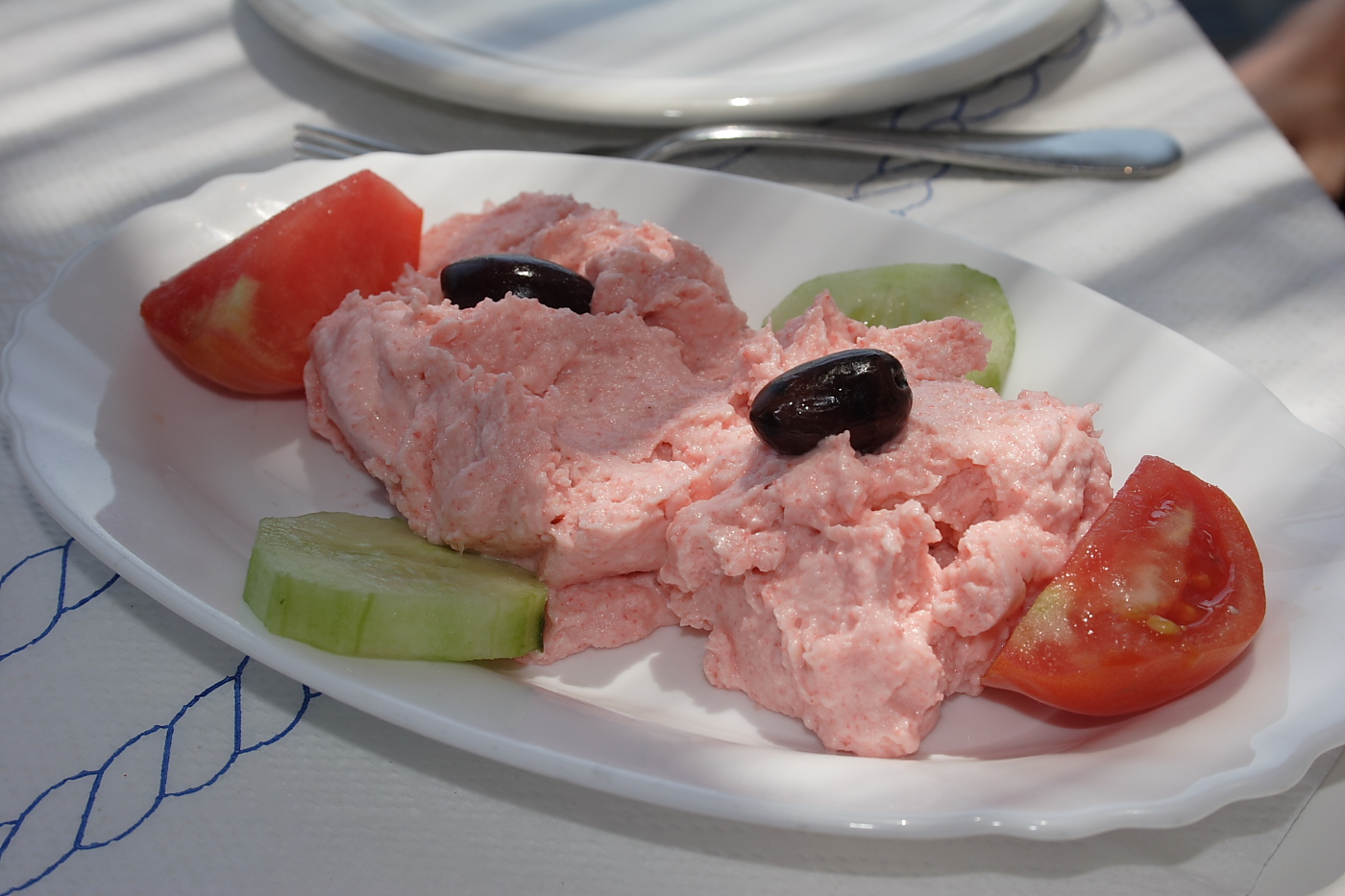
Taramosalata z garnirowaniem

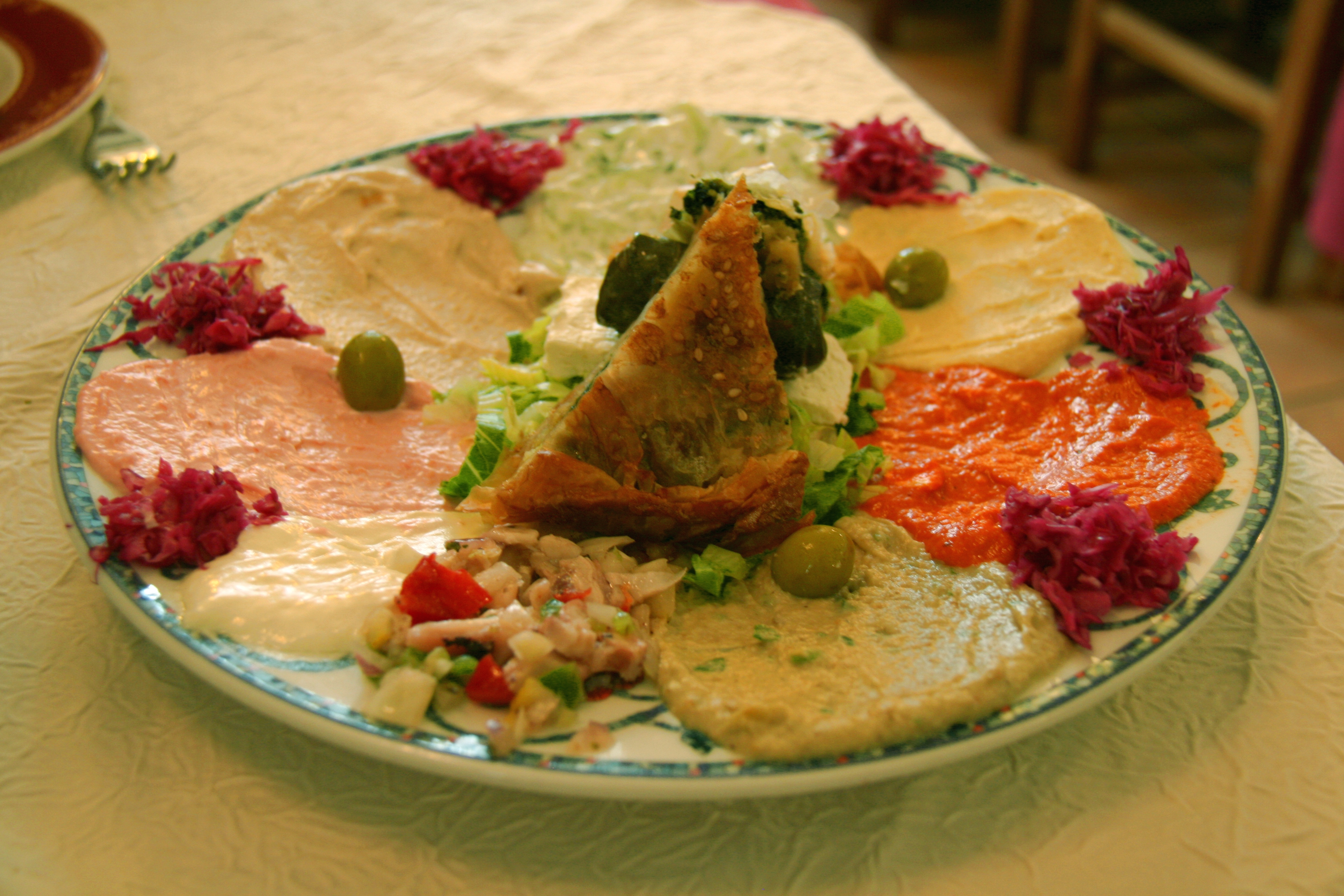
Taramosalata jako część zestawu przekąsek

Taramosalata (ngr. ταραμοσαλάτα) – popularna grecka pasta z ikry, często podawana jako przystawka. 
Jest też daniem tradycyjnie postnym przygotowywanym na tzw. Czysty Poniedziałek, czyli pierwszy dzień Wielkiego Postu; podawana wtedy do lagany (wielkich placków chlebowych wypiekanych na ten dzień).
W jej skład wchodzą: osolona ikra (taramás) z karpia lub innych ryb, oskórowany, suchy biały chleb, oliwa, tarta czerwona cebula i sok cytrynowy. Przyrządzana bywa także na bazie ziemniaków (ngr. taramosaláta me patáta) zamiast chleba. Wszystkie składniki są dokładnie rozcierane i mieszane, w określonej kolejności i proporcjach. Całość ma konsystencję tłustego kremu o barwie białej lub różowawej. Mocniejsze różowe zabarwienie jest wynikiem dodawania barwników przy produkcji masowej.
Bywa ozdabiana pomidorem, oliwkami, ogórkiem i drobno ciętą natką pietruszki. Często jest serwowana z ćwiartką lub ósemką cytryny do wyciśnięcia lub podawana na dużym talerzu (piato) w zestawie sałatek i innych przekąsek. Nadaje się też do smarowania kanapek. Sprzedawana również w supermarketach, gdzie z reguły jest przechowywana w ladach chłodniczych; wtedy z dodatkiem konserwantów i barwników, z wykorzystaniem tańszego tłuszczu roślinnego. Wysokokaloryczna – zawartość tłuszczu wynosi w niej ok. 40%, wobec 6-12% w innych greckich sałatkach.